# Linton (Cambridgeshire)
Linton – wieś w Anglii, w hrabstwie Cambridgeshire, w dystrykcie South Cambridgeshire. Leży 16 km na południowy wschód od miasta Cambridge i 72 km na północny wschód od Londynu. W 2001 miejscowość liczyła 4412 mieszkańców.